# Connect card
Per connect card  si intende una scheda modem nello standard PCMCIA o ExpressCard il cui scopo è connettere il computer ad un provider internet tramite una connessione wireless a banda larga di tipo telefonico senza usare la rete di comunicazione via cavo.

## Standard
Le prime schede usavano lo standard telefonico senza fili GSM e GPRS, successivamente vennero messe in commercio le schede EDGE ed UMTS sino agli standard 3G, HSUPA, HSPA, HSDPA e LTE. Prima della diffusione dello standard USB erano molto diffuse, soprattutto nel settore business. L'uso si è poi molto ridotto perché utilizzabili solo sui notebook e perché più costose e ingombranti, una volta estratte dal computer, rispetto alle preferite chiavette internet USB, che a volte possono funzionare anche come memoria di massa. Inoltre anche lo standard express card, che ha di fatto sostituito lo standard PCMCIA, è sempre meno utilizzato sui nuovi notebook. Un tipo particolare di connect card ad alta sensibilità, dotata di un'antenna ad alto guadagno non è normalmente installabile sulle chiavette USB.